# Клетско-Почтовский
Кле́тско-Почто́вский (Клетская Почта) — хутор в Серафимовичском районе Волгоградской области. Административный центр Клетско-Почтовского сельского поселения.

## География
Хутор находится в 35 километрах восточнее города Серафимович.

## История
Хутор был основан донскими казаками как пересылочный почтовый пункт из задонской станицы Клетской в окружную Урюпинскую станицу.
Находясь в составе Области Войска Донского, на хуторе существовала Николаевская церковь.

## Население
| 2010 |
| ---- |
| 1065 |